# Too Much to Ask
Too Much to Ask is een nummer van de Ierse zanger Niall Horan uit 2017. Het is de derde single van zijn debuutalbum Flicker.
Tijdens een interview met BBC News vertelde Horan dat hij het nummer schreef op de dag nadat hij zijn eerste hit This Town had geschreven. "Too Much to Ask" is een rustige ballad die gaat over het spijt hebben na het beëindigen van een relatie. Het nummer werd wereldwijd een bescheiden hit. In Horans thuisland Ierland behaalde het de 6e positie. In de Nederlandse Top 40 haalde het de 12e positie, en in de Vlaamse Ultratop 50 de 18e.